# Cornel Fredericks
Cornel Edwin Fredericks (né le 3 mars 1990 à Worcester) est un athlète sud-africain, spécialiste du 400 m haies.

## Biographie
C'est un coloured.
Sur 110 m haies, son meilleur temps est de 13 s 91 obtenu à Pretoria en 2009. Sur 400 m haies, son meilleur temps est de 48 s 99, obtenu à Lappeenranta le 15 juillet 2010, peu avant de remporter la médaille d'argent aux Championnats d'Afrique d'athlétisme 2010 à Nairobi. Il a terminé 5e des Championnats du monde jeunesse à Ostrava en 2007 et 4e des Championnats du monde juniors à Bydgoszcz en 2008. Sur 400 m haies, il porte son record à 48 s 14 à Durban en avril 2011.

## Palmarès
| Date | Compétition                   | Lieu             | Résultat | Temps   |
| ---- | ----------------------------- | ---------------- | -------- | ------- |
| 2007 | Championnats du monde cadets  | Ostrava          | 5e       | 51 s 04 |
| 2008 | Championnats du monde juniors | Bydgoszcz        | 4e       | 51 s 04 |
| 2010 | Championnats d'Afrique        | Nairobi          | 2e       | 48 s 79 |
| 2011 | Championnats du monde         | Daegu            | 5e       | 49 s 12 |
| 2014 | Jeux du Commonwealth          | Glasgow          | 1er      | 48 s 50 |
| 2014 | Championnats d'Afrique        | Marrakech        | 1er      | 48 s 78 |
| 2014 | Ligue de diamant              | Ligue de diamant | 3e       | détails |
| 2014 | Coupe continentale            | Marrakech        | 1re      | 48 s 34 |
| 2016 | Championnats d'Afrique        | Durban           | 6e       | 49 s 80 |
| 2018 | Championnats d'Afrique        | Asaba            | 2e       | 49 s 40 |
| 2018 | Ligue de diamant              | Ligue de diamant | 5e       | 49 s 96 |
| 2018 | Coupe continentale            | Ostrava          | 7e       | 50 s 54 |

## Records
| Épreuve     | Temps   | Lieu   | Date          |
| ----------- | ------- | ------ | ------------- |
| 400 m haies | 48 s 14 | Durban | 10 avril 2011 |